# Crippleware
Crippleware – oprogramowanie lub sprzęt komputerowy, którego istotne funkcje (na przykład zapisywanie plików), są nieaktywne lub dostępne tylko przez ograniczony czas, o ile użytkownik nie zakupi klucza rejestracyjnego. Rozwiązanie to pozwala konsumentom sprawdzić wybrane możliwości narzędzia przed zakupem.
Crippleware może stanowić:
1. Oprogramowanie, z którego usunięto część funkcji, zwykle jednak działające bez ograniczeń czasowych, w którym uciążliwość spowodowana brakiem ma skłonić użytkownika do zakupienia pełnej wersji.
2. Odmiana guiltware, które zachęca do podarowania jakiejś sumy na rzecz instytucji dobroczynnej. Porównaj: careware, nagware.
3. Celowo osłabiony sprzęt, który może być zaktualizowany do droższego modelu za pomocą drobnej zmiany, np. wycięcia zworki. Przykładem był procesor Intela 486SX, w którym był wyłączony koprocesor, obecny z kolei w pełnej wersji 486DX.